# Passe du Cheval
 (août 2023).
La passe du Cheval est un col dans le massif du Lac Jacques-Cartier situé entre la vallée de la rivière Jacques-Cartier et le lac Saint-Charles, à Stoneham-et-Tewkesbury au Québec.

## Toponymie
L'endroit est désigné Atociaatenke en wendat, pouvant être traduit par « chez l'élan ». L'élan ferait référence au cheval, un animal que des Wendats auraient aperçu pour la première fois à cet endroit en 1681. Cette année-là, un cheval est utilisé pour tirer une meule à travers la passe.
Le toponyme est officialisé le 28 septembre 2007 par la Commission de toponymie.

## Histoire
Vers la fin du XVIIe siècle, la passe du Cheval était la porte d'entrée du sentier des Jésuites qui permettait de relier Québec au lac Saint-Jean,. Plus tard, la passe du Cheval est empruntée par les colons des cantons de Stoneham et de Tewkesbury (aujourd'hui Stoneham-et-Tewkesbury).
De nos jours, la passe du Cheval est traversée par la route 371 sous le nom d'avenue Tewkesbury.